# نیشا ایوب
نیشا ایوب (انگلیسی: Nisha Ayub؛ زادهٔ ۵ آوریل ۱۹۷۹) فعال حقوق افراد تراجنسیتی اهل مالزی است. او بیشتر برای دفاع از افراد تراجنسی که بر پایهٔ احکام اسلام مجازات می‌شوند، در ایالت‌های مالزی شناخته می‌شود. ایوب بنیان‌گذار بنیادی برای احقاق حق افراد تراجنسیتی است. او در سال ۲۰۱۶ میلادی برندهٔ جایزه بین‌المللی زنان شجاع شد. او نخستین زن تراجنسی است که موفق به دریافت این جایزه شده‌است.
او یک زن ترنس است.